# Arrhenocnemis sinuatipennis
Arrhenocnemis sinuatipennis is een libellensoort uit de familie van de Megapodagrionidae (Vlakvleugeljuffers), onderorde juffers (Zygoptera).
De wetenschappelijke naam van de soort is voor het eerst geldig gepubliceerd in 1933 door Lieftinck.